# Bulbophyllum sandersonii
Bulbophyllum sandersonii (Hook.f.) Rchb.f., 1878 è una pianta della famiglia delleOrchidaceae, originaria dell'Africa tropicale.

## Descrizione
B. sandersonii è un'orchidea di piccole dimensioni a crescita epifita e occasionalmente litofita. Presenta un rizoma dal quale, ogni 3 o 4 centimetri si originano pseudobulbi di forma da ovoidale a conica, con 4 coste angolari, di colore giallo-verde, che portano al loro apice due foglie spesse, carnose, coriacee, di forma da ellittica a strettamente oblunga, ad apice acuto.
La fioritura può avvenire in qualsiasi periodo dell'anno, mediante infiorescenze basali, derivanti da pseudobulbi maturi, lungheda 7 a 20 centimetri, di colore verde variegato di viola, compresse ai lati e recanti molti fiori, solo pochi dei quali sono aperti allo stesso momento. I fiori sono davvero piccoli, non più di 3 millimetri, di colore viola.

## Distribuzione e habitat
La specie è originaria dell'Africa, in particolare di Ghana, Costa d'Avorio, Liberia, Nigeria, Camerun, Gabon, Congo, Ruanda e Zaire  dove cresce epifita in foreste tropicali submontane, occasionalmente litofita su banchi di roccia dove si sia raccolto un po' di humus fertile, a quote comprese tra 800 e 1600 metri sul livello del mare.

## Sinonimi
Megaclinium sandersonii Hook.f., 1871

Bulbophyllum melleri Rchb.f., 1878

Bulbophyllum tentaculigerum Rchb.f., 1878

Megaclinium melleri Hook.f. ex Rchb.f., 1878

Megaclinium pusillum Rolfe, 1894

Megaclinium tentaculigerum (Rchb.f.) T.Durand & Schinz, 1894

Bulbophyllum bibundiense Schltr., 1906

Bulbophyllum pusillum (Rolfe) De Wild., 1921, nom. illeg.

Bulbophyllum mooreanum Robyns & Tournay, 1955

## Tassonomia
Sono conosciute le seguenti sottospecie:
- Bulbophyllum sandersonii subsp. sandersonii (Hook.f.) Rchb.f., 1878
- Bulbophyllum sandersonii subsp. stenopetalum (Kraenzl.) J.J.Verm., 1986

## Coltivazione
Questa pianta viene coltivata in cestini di legno sospesi, contenenti materiale organico, per assecondare la naturale esigenza dell'aerazione alle radici, richiede inoltre esposizione all'ombra e temperature miti per tutto l'anno, appena più calde durante la fioritura.